# Víctor Pérez Alonso
Víctor Pérez Alonso (Albacete, 12 de enero de 1988) es un futbolista español que juega de centrocampista en el A. C. d'Escaldes de la Primera División de Andorra.

## Trayectoria
Es un futbolista que puede desenvolverse en varias posiciones en la zona medular. Formado en la cantera del Real Madrid C. F. y Getafe C. F., daría su salto al fútbol profesional en la A. D. Alcorcón, club con el que se quedó a las puertas de la categoría de plata.
Tras una destacada temporada ficha por la S. D. Huesca compitiendo durante dos temporadas en la 2.ª división española.
En julio de 2011 firmó con el Real Valladolid C. F. hasta junio de 2014. En su primer año en el club consiguió el ascenso a 1.ª División disputando 44 partidos y aportando siete goles para el equipo entrenado por Miroslav Đukić.
La temporada 2012-13 fue una de las sensaciones de La Liga en el mediocampo pucelano y anotó goles decisivos como el doblete al Levante U. D. (2-0) y el gol de penalti al Valencia C. F. (1-1).
El 5 de enero de 2013 una lesión acabó con la estadística de único jugador de campo con todos los minutos disputados hasta la fecha en Liga, reapareciendo el 13 de abril para ayudar al Valladolid a conseguir la permanencia en 1.ª División anotando un gol en el Camp Nou.
Después del descenso del Real Valladolid en la última jornada de la temporada 2013-14, se marchó cedido al Levante U. D., continuando en la máxima categoría la 2014-15. Tras la destitución del técnico Mendilibar, en marzo de 2015 firmó por el Chicago Fire de la MLS hasta el final de la temporada en España.
Tras varias experiencias en el extranjero, el 19 de enero de 2021 firmó por el C. D. El Ejido hasta el final de temporada. Después de este breve paso por el equipo andaluz, en febrero del año siguiente se fue a Andorra para jugar en el A. C. d'Escaldes.

## Clubes
| Club                        | País           | Año       |
| --------------------------- | -------------- | --------- |
| Getafe C. F. "B"            | España         | 2006-2007 |
| A. D. Alcorcón              | España         | 2007-2009 |
| S. D. Huesca                | España         | 2009-2011 |
| Real Valladolid C. F.       | España         | 2011-2017 |
| Levante U. D. (cedido)      | España         | 2014-2015 |
| Chicago Fire F. C. (cedido) | Estados Unidos | 2015      |
| Córdoba C. F. (cedido)      | España         | 2015-2016 |
| A. D. Alcorcón (cedido)     | España         | 2016-2017 |
| Wisła Cracovia              | Polonia        | 2017-2018 |
| Bengaluru F. C.             | India          | 2018      |
| F. K. Žalgiris              | Lituania       | 2019      |
| East Bengal                 | India          | 2020      |
| C. D. El Ejido              | España         | 2021      |
| Atlètic Club d'Escaldes     | Andorra        | 2022-     |

## Palmarés

### Títulos nacionales
| Título                      | Club                    | País    | Año  |
| --------------------------- | ----------------------- | ------- | ---- |
| Copa Constitució            | Atlètic Club d'Escaldes | Andorra | 2022 |
| Primera División de Andorra | Atlètic Club d'Escaldes | Andorra | 2023 |